# Дигнити Хелс Спортс Парк
«Дигнити Хелс Спортс Парк» (англ. Dignity Health Sports Park), до 2013 года «Хоум Дипо Сентер», до 2019 «Стабхаб Сентер» — футбольный стадион на 27 тысяч мест, расположенный на территории кампуса Университета штата Калифорния—Домингес-Хиллс в городе Карсон, в шестнадцати километрах к югу от центра Лос-Анджелеса. Домашнее поле профессионального футбольного клуба «Лос-Анджелес Гэлакси», выступающего в MLS, высшей футбольной лиге США и Канады.
Стадион является частью многофункционального спортивного комплекса, также включающего в себя теннисный корт на 8 тысяч мест, легкоатлетический стадион на 20 тысяч мест и крытый велодром на 2450 мест. «Дигнити Хелс Спортс Парк» также является национальным тренировочным центром Федерации футбола США и используется мужской, женской и юношескими национальными сборными для тренировок и избранных домашних матчей.

## История

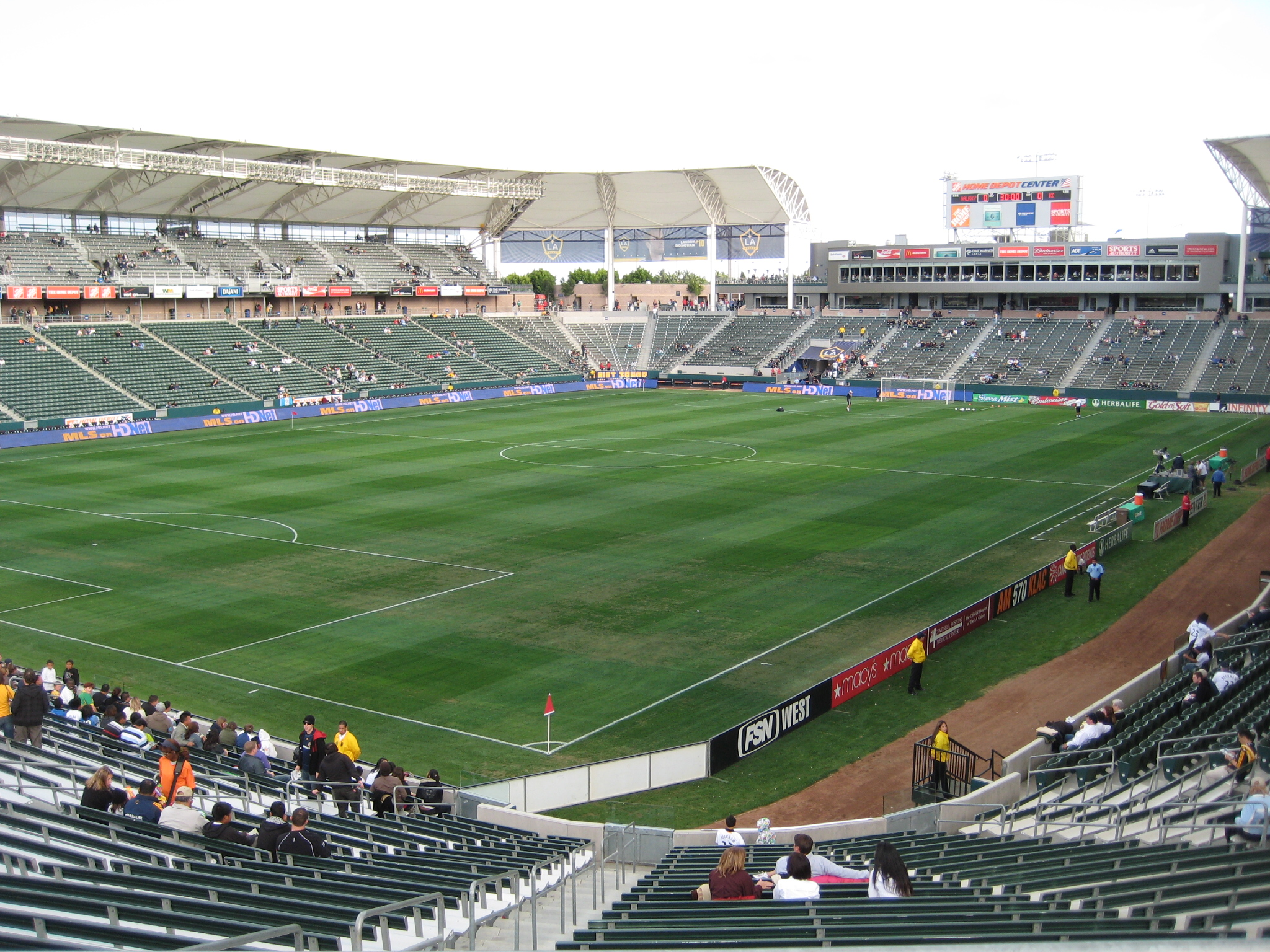
«Стабхаб Сентер» в 2011 году.

В первые десять лет существования стадион назывался «Хоум Дипо Сентер» по имени спонсора, американской компании The Home Depot, владельца крупнейшей в мире торговой сети по продаже инструментов для ремонта и стройматериалов. С 1 июня 2013 года права на переименование стадиона были выкуплены  (дочерней компании eBay), онлайн-сервисом по перепродаже билетов на концерты и спортивные соревнования, в связи с чем стадион был переименован в «Стабхаб Сентер» (StubHub Center).
В спортивном комплексе выступали бывший клуб MLS «Чивас США» (2005—2014), просуществовавшая три сезона (2006—2008) команда по лакроссу «Лос-Анджелес Риптайд» (Major League Lacrosse) и просуществовавшая лишь один сезон—2009 команда по женскому футболу «Лос-Анджелес Сол».
Помимо футбольных матчей, в «Стабхаб Сентер» также проходят соревнования Всемирных экстремальных игр, турниры по регби и выступления популярных музыкальных групп.

## Важные спортивные события
С момента его открытия в 2003 году «Стабхаб Сентер» использовался для проведения многочисленных национальных и международных матчей, включая матчи национальных сборных Мексики, Швеции, Южной Кореи, Чили и других стран.
Здесь проходили розыгрыши Кубка MLS (2003, 2004, 2008, 2011, 2012, 2014; рекордное число раз в истории лиги) и финал Открытого кубка США 2005 года. Стадион был избран для проведения «Матча всех звёзд MLS» в 2003 году. «Стабхаб Сентер» был одной из шести арен женского чемпионата мира 2003 года. В частности здесь проходили финальный матч и матч за третье место, а также ряд матчей группового этапа. Стадион также принимал многие матчи Золотого кубка КОНКАКАФ и Лиги чемпионов КОНКАКАФ, как мужских, так и женских команд.
15 июня 2008 года на стадионе проходил матч отборочного турнира чемпионата мира 2010 между сборными США и Барбадоса, завершившийся победой США со счётом 8:0.
На стадионе проводили матчи известные команды, такие как «Реал Мадрид», «Челси», «Америка», «Гвадалахара» и многие другие.